# Subglacial sjö
En subglacial sjö är en sjö som är täckt av en glaciär. Jordens största kända subglaciala sjö är Vostoksjön i Antarktis, som ligger under ett fyra kilometer tjockt istäcke, och som själv är 500 meter djup.
Seismografiska undersökningar under ledning av Andrej Kapitsa 1959–1964 indikerade att sjöar fanns under Antarktis istäcke, men det var först på 1990-talet som sjöarnas existens blev bekräftade.